# Bonnie Rotten
Alaina Antoinette Hicks, conocida artísticamente como Bonnie Rotten (Hamilton, Ohio; 9 de mayo de 1993), es una actriz pornográfica y modelo erótica estadounidense.

## Biografía
Nació en la ciudad de Hamilton, en Ohio. En una familia con ascendencia judía, italiana, alemana y polaca. Se crio con sus abuelos. Comenzó a trabajar como modelo de fetichismos para la revista Girls and Corpses, en la que fue contratada tras ganar el título de "Ms Dead" en un concurso de belleza celebrado en Indianapolis (Indiana).
Entró en la industria del cine para adultos a comienzos de 2012. Anteriormente, la joven había trabajado como modelo para eventos relacionados con el automóvil, además de comenzar una carrera como estríper a los dieciocho años con el sobrenombre de "Dixie". Su práctica habitual durante sus espectáculos era utilizar bikinis con la bandera estadounidense, y bailar únicamente canciones de rock sureño.
En septiembre de 2012, justo unos meses después de iniciar su carrera como actriz, la joven se operó el pecho.
Rotten tiene muchos tatuajes, y su nombre artístico proviene de un zombi pinup llamado así que se ha tatuado en la parte posterior de la pierna derecha. Sus tatuajes también incluyen la frase "Las niñas muertas no lloran" en el estómago y las telas de araña teñidas en ambos senos.
Está casada con el compositor Dennis DeSantis, con quien tuvo una hija en el 2015.
Tras varios años retirada de la actuación pornográfica para casarse y dedicarse a su pequeña, el día 27 de agosto de 2018 Brazzers, lanzó una nueva escena llamada "The Cumback" el la cual se le puede ver con el cabello rubio marcando así el retorno de Bonnie como estrella exclusiva de esta compañía, y su regreso al porno.

## Premios y nominaciones
| Año  | Ceremonia                  | Resultado | Categoría | Trabajo                           |
| ---- | -------------------------- | --------- | --- | --------------------------------- |
| 2012 | Inked Award                | Ganadora  | Starlet of the Year                                                                                             | -                                 |
| 2012 | NightMoves Award           | Ganadora  | Miss Congeniality                                                                                               | -                                 |
| 2013 | AVN Award                  | Nominada  | Best All-Girl Group Sex Scene (con Asphyxia Noir & Skin Diamond)                                                | Meet Bonnie                       |
| 2013 | AVN Award                  | Nominada  | Best New Starlet                                                                                                | -                                 |
| 2013 | AVN Award                  | Nominada  | Best Body | -                                 |
| 2013 | Inked Award                | Ganadora  | Performer of the Year (Female)                                                                                  | -                                 |
| 2013 | Inked Award                | Ganadora  | Scene of the Year                                                                                               | The Gang Bang of Bonnie Rotten    |
| 2013 | NightMoves Award           | Nominada  | Best Female Performer                                                                                           | -                                 |
| 2013 | NightMoves Award           | Ganadora  | Social Media Star (Fan's Choice)                                                                                | -                                 |
| 2013 | NightMoves Award           | Ganadora  | Best Ink (Fan's Choice)                                                                                         | -                                 |
| 2013 | NightMoves Award           | Nominada  | Best Overall Body                                                                                               | -                                 |
| 2013 | RogReviews Fan Faves Award | Ganadora  | Favorite Newbie                                                                                                 | -                                 |
| 2013 | Sex Award                  | Ganadora  | Hottest New Girl                                                                                                | -                                 |
| 2013 | Venus Award                | Nominada  | Best Actress (International)                                                                                    | -                                 |
| 2013 | XBIZ Award                 | Nominada  | Best Scene - Gonzo/Non-Feature Release (con Mick Blue & Ramón Nomar)                                            | Meet Bonnie                       |
| 2013 | XRCO Award                 | Nominada  | New Starlet | -                                 |
| 2013 | XRCO Award                 | Nominada  | Cream Dream | -                                 |
| 2014 | AVN Award                  | Nominada  | Best All-Girl Group Sex Scene (con Lexi Belle, Christy Mack & Gia DiMarco)                                      | Brazzers Presents: The Parodies 3 |
| 2014 | AVN Award                  | Nominada  | Best Anal Sex Scene (con Ramón Nomar)                                                                           | Evil Anal 19                      |
| 2014 | AVN Award                  | Nominada  | Best Girl/Girl Sex Scene (con Nikki Hearts)                                                                     | Beyond Fucked: A Zombie Odyssey   |
| 2014 | AVN Award                  | Ganadora  | Best Group Sex Scene (con Karlo Karerra, Tony DeSergio, Mick Blue & Jordan Ash)                                 | The Gang Bang of Bonnie Rotten    |
| 2014 | AVN Award                  | Nominada  | Best Oral Sex Scene                                                                                             | Facial Overload 3                 |
| 2014 | AVN Award                  | Nominada  | Best POV Sex Scene (con Dana Vespoli)                                                                           | Lesbian Anal P.O.V. 2             |
| 2014 | AVN Award                  | Nominada  | Best Safe Sex Scene (con Erik Everhard)                                                                         | Hotel No Tell                     |
| 2014 | AVN Award                  | Nominada  | Best Tease Performance                                                                                          | Hot Body Ink                      |
| 2014 | AVN Award                  | Nominada  | Best Three-Way Sex Scene – B/B/G (con Billy Glide & Bill Bailey)                                                | Whore's Ink                       |
| 2014 | AVN Award                  | Nominada  | Best Three-Way Sex Scene – G/G/B (con Gia DiMarco & Danny Wylde)                                                | Obedience School                  |
| 2014 | AVN Award                  | Ganadora  | Female Performer of the Year                                                                                    | -                                 |
| 2014 | Exotic Dancer Award        | Ganadora  | Adult Movie Entertainer of the Year                                                                             | -                                 |
| 2014 | Fanny Award                | Ganadora  | Super Freak (Kink Performer of the Year)                                                                        | -                                 |
| 2014 | NightMoves Award           | Ganadora  | Best Female Performer (Fan's Choice)                                                                            | -                                 |
| 2014 | NightMoves Award           | Ganadora  | Best Ink (Editor’s Choice)                                                                                      | -                                 |
| 2014 | TLARaw Award               | Ganadora  | Best Female Newcomer                                                                                            | -                                 |
| 2014 | Venus Award                | Ganadora  | Best Actress (International)                                                                                    | -                                 |
| 2014 | XBIZ Award                 | Nominada  | Female Performer of the Year                                                                                    | -                                 |
| 2014 | XBIZ Award                 | Ganadora  | Best Scene - Non-Feature Release (con Tony DeSergio, Jordan Ash, Mick Blue & Karlo Karrera)                     | The Gangbang of Bonnie Rotten     |
| 2014 | XBIZ Award                 | Nominada  | Best Scene - Vignette Release (con Gia DiMarco & Danny Wylde)                                                   | Obedience School                  |
| 2014 | XCritic Award              | Ganadora  | Female Performer of The Year                                                                                    | -                                 |
| 2014 | XRCO Award                 | Nominada  | Female Performer of the Year                                                                                    | -                                 |
| 2014 | XRCO Award                 | Ganadora  | Superslut | -                                 |
| 2014 | XRCO Award                 | Nominada  | Orgasmic Oralist                                                                                                | -                                 |
| 2014 | XRCO Award                 | Nominada  | Orgasmic Analist                                                                                                | -                                 |
| 2015 | AVN Award                  | —         | Best Actress | Cape Fear XXX                     |
| 2015 | AVN Award                  | —         | Best Anal Sex Scene (con Steve Holmes)                                                                          | Climax                            |
| 2015 | AVN Award                  | —         | Best Director – Parody                                                                                          | Cape Fear XXX                     |
| 2015 | AVN Award                  | —         | Best Double Penetration Sex Scene (con Ramon Nomar & Toni Ribas)                                                | Bonnie Rotten Is Squirtwoman      |
| 2015 | AVN Award                  | —         | Best Girl/Girl Sex Scene (con Jesse Jane)                                                                       | 4Ever                             |
| 2015 | AVN Award                  | —         | Best Group Sex Scene (con Bill Bailey, Will Powers, Karlo Karrera, Ramon Nomar, Marcus London & Marco Banderas) | Bonnieland: A Gangbang Fantasy    |
| 2015 | AVN Award                  | —         | Best Three-Way Sex Scene - G/G/B (con Janice Griffith & Manuel Ferrara)                                         | Squirt in My Face                 |
| 2015 | AVN Award                  | —         | Female Performer of the Year                                                                                    | -                                 |
| 2015 | AVN Award                  | —         | Mainstream Star of the Year                                                                                     | -                                 |
| 2015 | AVN Award                  | —         | Most Outrageous Sex Scene (con Dollie Darko, Stevie Shae, Payton Sin Claire & Karmen Karma)                     | The Destruction of Bonnie Rotten  |
| 2015 | XBIZ Award                 | —         | Director of the Year - Non-Feature Release                                                                      | Bonnieland: A Gangbang Fantasy    |
| 2015 | XBIZ Award                 | —         | Female Performer of the Year                                                                                    | -                                 |
| 2015 | XBIZ Award                 | —         | Best Scene - Parody Release (con Ryan McClane)                                                                  | Rambone XXX: A Dreamzone Parody   |